# إمفال
إمفال (بالإنجليزية: Imphal) ([ɪmˈfɑl] (مساعدة·معلومات))، هي عاصمة ولاية مانيبور الهندية. وتحيط بها خندق مائي.

## تاريخ
وقعت معركة إمفال بين مارس ويوليو 1944، خلال الحرب العالمية الثانية. 

## التركيبة السكانية
اعتبارًا من عام 2016 كان عدد السكان داخل حدود مدينة إيمفال هو 2,68,243 أو 4,77,196 بما في ذلك النمو خارج. كان متوسط معدل الإلمام بالقراءة والكتابة في المدينة أكثر من 90 ٪، ومحو الأمية لدى الذكور بنسبة 95 ٪ يتجاوز معدل الإلمام بالقراءة والكتابة لدى الإناث البالغ 87 ٪. كان ما يقرب من 70 ٪ من السكان الهندوس، و 10 ٪ من المسيحيين، و 3.8℅ من السناميين، و 3.7 ٪ من المسلمين، و 0.54 ٪ من البوذيين، و 0.45 ٪ من جاين، و 0.18 ٪ من السيخ. 
يبلغ عدد سكان مقاطعتي شرق إمفال وغرب إمفال مجتمعين 918739 نسمة، بما في ذلك بلدية إمفال وبلدات وضواحي بيجوي جوفيندا وتشينغانغبام ليكاي وخونغمان وخوراي ساجور ليكاي وكيامامجي وكونغكام ليكاي (جزء)، ولايبهام سيباي، ولايكايكامب لامجوتونغبا، لامشانغ، لانجينغ، لانغثابال كونجا، لانغثابال مانريخونغ (جزء)، ليلونغ (امفال ويست)، ليلونغ (ثوبال)، ناوريم ليكاي، نوريا باكهانغلاكبا، أوينام ثينجل، بورومبات، بورومبات بلان، تاكايب وتونجو وتوربان (ختاري ليكاي). 

## الجغرافيا والمناخ
يقع إمفال على 24°48′27″N 93°56′18″E / 24.8074°N 93.9384°E في أقصى شرق الهند،  بمتوسط ارتفاع 786 متر (2,579 قدم). لديها مناخ شبه استوائي رطب (كوبوا Cwa)  مع فصول الشتاء خفيفة وجافة وموسم الرياح الموسمية الحارة. درجات الحرارة في يوليو حوالي 29 درجة مئوية (84 درجة فهرنهايت)؛ يناير/كانون الثاني هو أكثر الشهور برودة، مع متوسط أدنى مستوياته بالقرب من 4 درجة مئوية (39 درجة فهرنهايت). تستقبل المدينة حوالي 1320 مم (52 بوصة) من الأمطار، مع شهر يونيو الأكثر مطرًا. أعلى درجة حرارة مسجلة كانت 35.6 درجة مئوية (96.1 درجة فهرنهايت)، في 22 مايو 2009، وأدنى درجة حرارة كانت -2.7 درجة مئوية (27.1 درجة فهرنهايت) في 10 يناير 1970. 

## النقل

### الجوي

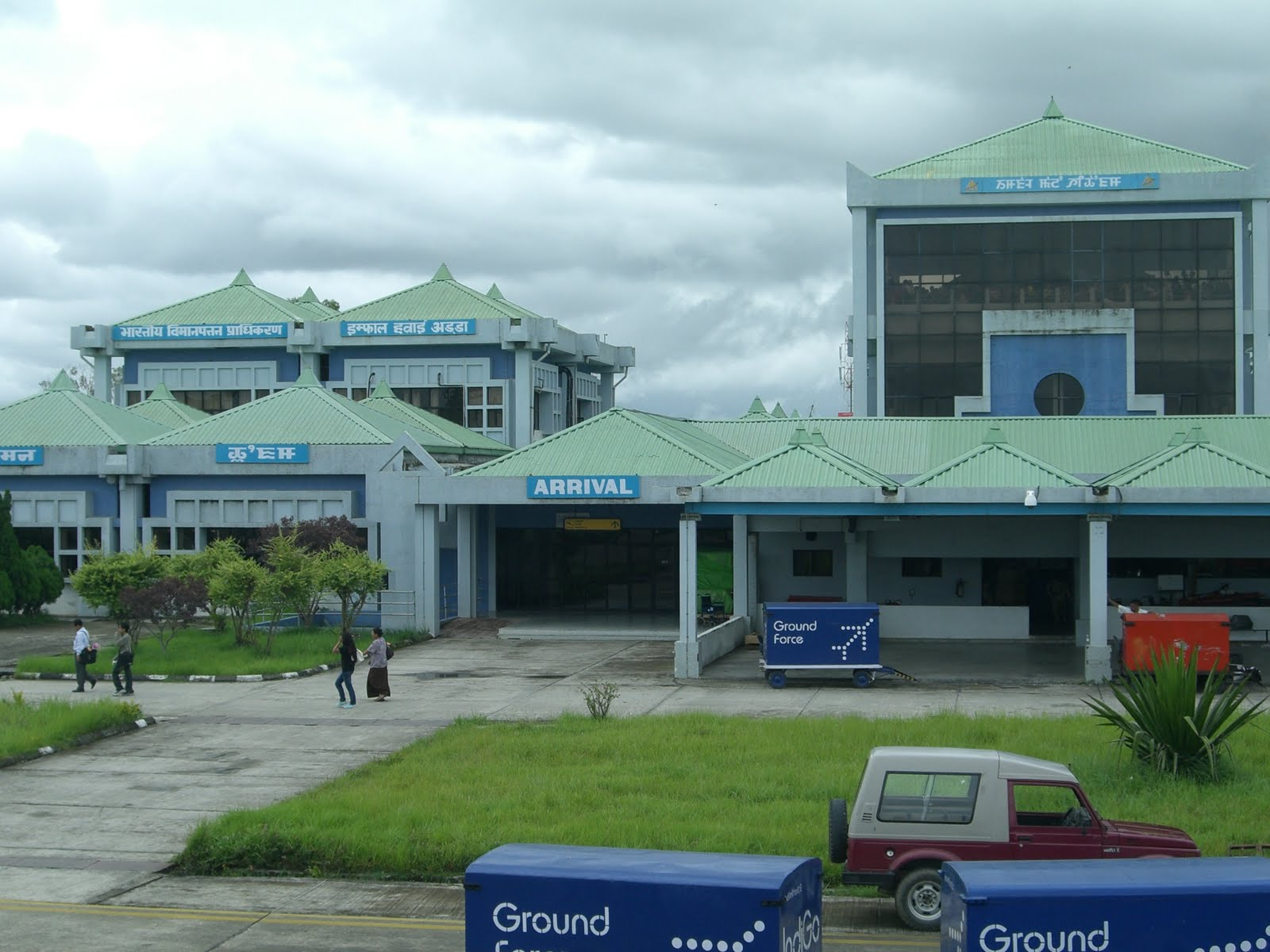
مطار بير تيكندراج الدولي

يقع مطار توليهال الدولي على بعد 8 كيلومترات (5.0 ميل) جنوب المدينة الذي يربط الرحلات الجوية المباشرة إلى نيودلهي وكلكتا وإيزاول وجواهاتي وحيدر أباد وبنجلور وأجارتالا . 

### الطريق

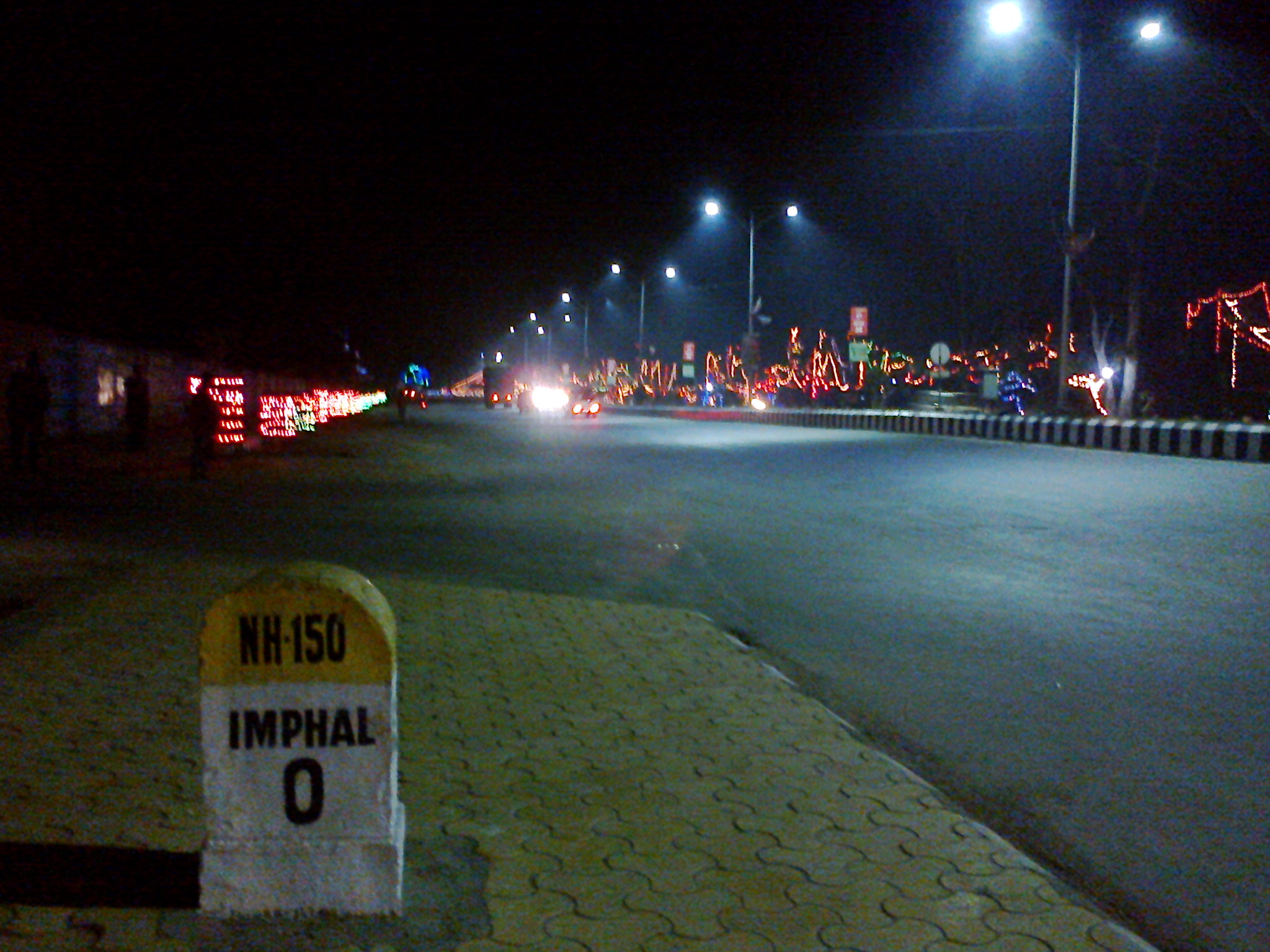
الطريق السريع الوطني 150 في امفال

يرتبط إمفال عبر الطريق السريع الوطني الذي يربط المدن الرئيسية مثل جواهاتي وكوهيما وأجارتالا وشيلونج وديمابور وإيزاول وسيلشار وغيرها الكثير، ويربط أيضًا الدول المجاورة.

### السكك الحديدية
في أكتوبر 2012، وافقت لجنة مجلس الوزراء الهندية المعنية بالبنية التحتية على تمديد خط السكك الحديدية جريبام-سيلشار إلى إمفال. من المتوقع أن يصل الامتداد إلى المدينة بحلول الربع الرابع من عام 2019. 
يبلغ الطول الإجمالي لخط سكة حديد جريبام-سيلشار حوالي 110.62 كم، ويبلغ إجمالي التكلفة التقديرية المنقحة 9658 كرور روبية. حتى الآن، تم إنفاق 4927.65 كرور روبية. وضعت الوزارة هدفا لمعاقبة 1000 كرور روبية خلال السنة المالية الحالية من أجل تسريع أعمال بناء السكك الحديدية.

## انظر ايضاً
- أجارتالا
- كوهيما